# 开江县
开江县是中国四川省达州市所辖的一个县。总面积1033平方公里，2002年人口54万人。开江县位于四川盆地东北部，大巴山南麓。东连重庆市开州区，南临重庆市梁平区，西接达川区，北依宣汉县。距省会成都市620公里。全县幅员1033平方公里，耕地39.12万亩，平均海拔600米。县辖10镇10乡，194个行政村，21个社区居委会、1512个村民组，总人口58万，其中城镇人口8.7万，占16%。居民以汉族为主，居住着藏、满、回、土家等14个少数民族。新宁镇为县城所在地，县城城区面积8平方公里。

## 历史
西魏废帝二年（553年），设置新宁、蛇龙2县，属东关郡、隶开州。隋开皇三年（583年）废新宁、蛇龙，入石城县，隶属通州；唐武德二年（619年）复置新宁县，隶属山南西道通州；1914年8月，新宁县更名为开江县，隶属东川道。

## 行政区划
开江县下辖1个街道办事处、11个镇、1个乡：
淙城街道、新宁镇、普安镇、回龙镇、永兴镇、讲治镇、甘棠镇、任市镇、广福镇、长岭镇、八庙镇、灵岩镇和梅家乡。